# كدحيم (المهرة)

تعديل مصدري - تعديل

كدحيم هي إحدى قرى عزلة قشن بمديرية قشن التابعة لمحافظة المهرة، بلغ تعداد سكانها 145 نسمة حسب تعداد اليمن لعام 2004.